# نسو (ایتالیا)
نسو (به ایتالیایی: Nesso) یک کومونه در ایتالیا است که در استان کومو واقع شده‌است.

## خصوصیات
نسو ۱۵٫۰ کیلومترمربع مساحت و ۱٬۲۹۴ نفر جمعیت دارد و ۳۰۰ متر بالاتر از سطح دریا واقع شده‌است.